# Новощаповский сельский округ
Новощаповский сельский округ — упразднённая административно-территориальная единица, существовавшая на территории Клинского района Московской области в 1994—2006 годах.
Новощаповский сельсовет был образован в 1929 году в составе Клинского района Московского округа Московской области путём объединения Опалевского и Максимковского с/с.
17 июля 1939 года к Новощаповскому с/с был присоединён Ясеневский с/с (селения Белавино, Большое Щапово, Малое Щапово, Шевелево и Ясенево).
9 мая 1952 года из Майдановского с/с в Новощаповский было передано селение Прасолово.
14 июня 1954 года к Новощаповскому с/с был присоединён Напруговский сельсовет.
27 августа 1958 года из Новощаповского с/с в Попелковский были переданы селения Меленки и Соколово.
1 февраля 1963 года Клинский район был упразднён и Новощаповский с/с вошёл в Солнечногорский сельский район. 11 января 1965 года Новощаповский с/с был возвращён в восстановленный Клинский район.
3 февраля 1994 года Новощаповский с/с был преобразован в Новощаповский сельский округ.
В ходе муниципальной реформы 2004—2005 годов Новощаповский сельский округ прекратил своё существование как муниципальная единица. При этом его населённые пункты были переданы частью в сельское поселение Зубовское, а частью в городское поселение Клин.
29 ноября 2006 года Новощаповский сельский округ исключён из учётных данных административно-территориальных и территориальных единиц Московской области.